# María Luisa Bemberg
María Luisa Bemberg (Buenos Aires, 14 de abril de 1922 — Buenos Aires, 7 de maio de 1995) foi uma roteirista e diretora de cinema argentina.
Nos anos 70 estudou em Nova Iorque, com Lee Strasberg. Foi uma tenaz ativista do feminismo e uma das fundadoras da Unión Feminista Argentina, o que a levou a realizar uma arte vinculada à problemática da mulher.
Seu filme Camila foi escolhido para competir ao Oscar de melhor filme estrangeiro em 1985, representando a Argentina.
Morreu aos 73 anos em decorrência de câncer, enquanto trabalhava no roteiro do filme El impostor, baseado em um conto de sua parente pelo lado materno, Silvina Ocampo. O filme foi realizado por seu colaborador Alejandro Maci, em 1997.

## Filmografia
Como roteirista
- El impostor (1997)
- De eso no se habla (1993, com Marcello Mastroianni)
- Yo, la peor de todas (1990)
- Miss Mary (1986, com Julie Christie)
- Camila (1984)
- Señora de nadie (1982)
- Momentos (1981)
- Triángulo de cuatro (1975)
- Crónica de una señora (1971)

Como diretora
- De eso no se habla (1993)
- Yo, la peor de todas (1990)
- Miss Mary (1986)
- Camila (1984)
- Señora de nadie (1982)
- Momentos (1981)